# ノルウェー百科事典

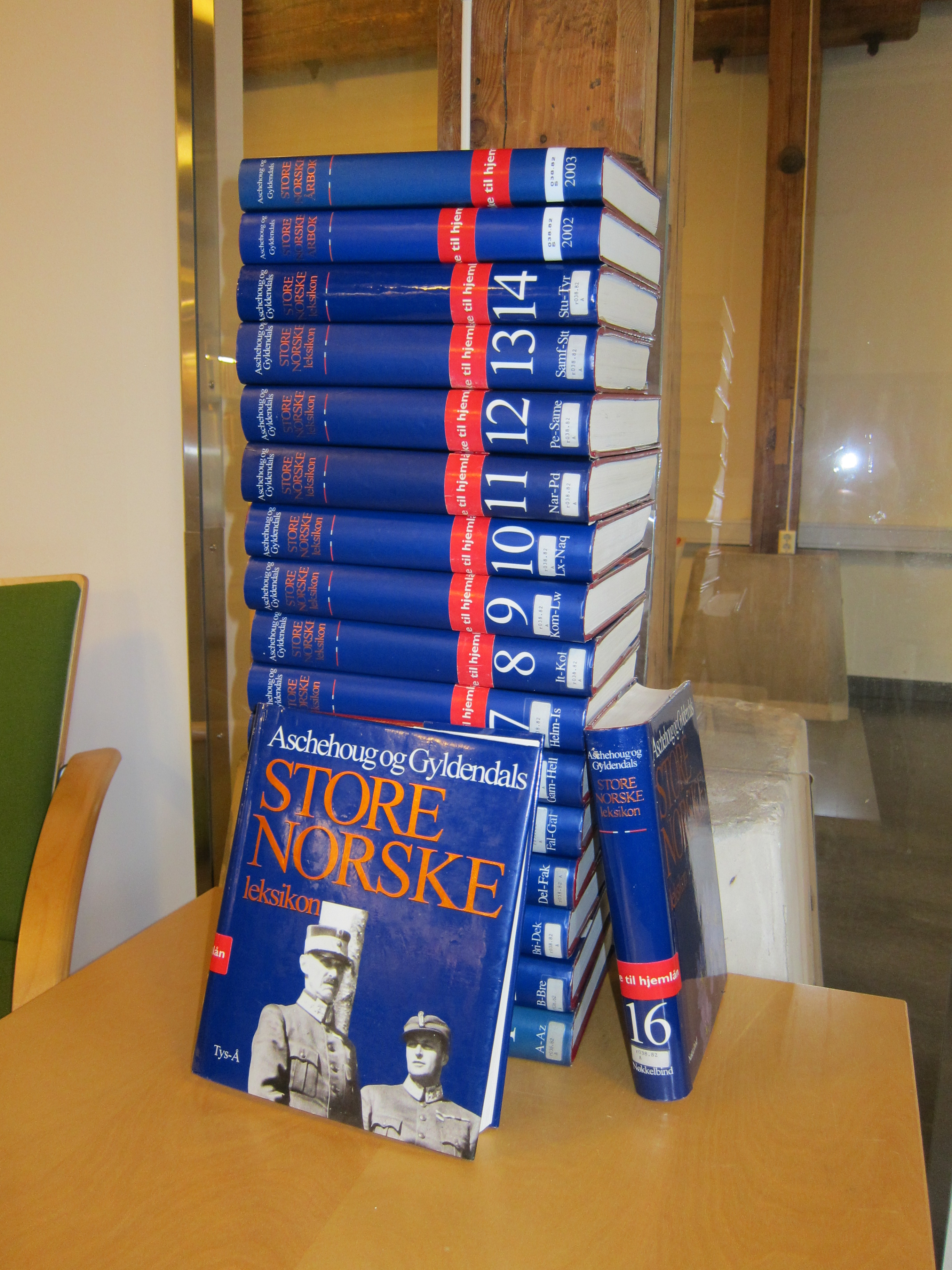
積み上げられたノルウェー百科事典

ノルウェー百科事典（ノルウェーひゃっかじてん、ノルウェー語: Store norske leksikon、略称: SNL）は、ノルウェーにおける公用語の一つであるブークモールで書かれた百科事典。
2005年に初版刊行から100周年を迎えた。オンライン版は、書籍版に並行する形で更新されている。